# Ivi Adamou
Ivi Adamou (Ήβη Αδάμου; * 24. November 1993 in Agia Napa, Famagusta) ist eine zypriotische Sängerin. Sie wurde als Vertreterin Zyperns für den Eurovision Song Contest 2012 in Aserbaidschan ausgewählt.

## Karriere
Sie wurde durch ihre Teilnahme an der 2. Staffel der Castingshow The X Factor in Griechenland bekannt, wo Giorgos Theofanous ihr Mentor war und sie den sechsten Platz belegte.
Adamou erhielt 2010 einen Plattenvertrag bei Sony und veröffentlichte ihre Debüt-EP Kalokairi Stin Kardia, die mit einer Goldenen Schallplatte ausgezeichnet wurde. Im selben Jahr arbeitete sie mit dem Spiros-Lambrou-Chor zusammen und veröffentlichte die Feiertags-EP Christougenna Me Tin Ivi Adamou, die im Ausland als Christmas with Ivi Adamou herauskam. Die Platte verkaufte sich 50.000 Mal in Portugal.
Ivi Adamou wurde vom zypriotischen Fernsehen CyBC zur Vertreterin des Landes beim Eurovision Song Contest 2012 in Baku bestimmt. In einer kleinen Vorentscheidungsshow wurde entschieden, dass sie mit dem von Alex Papaconstantinou, Bjorn Djupström, Alexandra Zakka & Viktor Svensson geschriebenen Lied La, La, Love im ersten Halbfinale am 22. Mai 2012 antrat. Sie qualifizierte sich für das Finale, wo sie auf Platz 16 landete. In Schweden wurde ihr Song erfolgreich, im Finale gab ihr Schweden bereits 12 Punkte und ihr Song erreichte in der ersten Woche Platz 16 und in der Woche darauf Platz sechs der Charts. Für Ivi Adamou war es ihr größter Erfolg in Schweden, darüber hinaus erreichte der Song auch die Top-20 der norwegischen Charts und die Top-40 der dänischen Charts.

## Diskografie
Alben
- 2011: San Ena Oniro
- 2022: Diko Mou

EPs
- 2010: Kalokairi Stin Kardia
- 2010: Christmas with Ivi Adamou

Singles
| - 2010: A*G*A*P*I* - 2010: Sose Me - 2010: To Mistiko Mou Na Vreis (I Can’t Help It) - 2010: Kalokairi Stin Kardia (feat. Sedat) - 2010: San Erthi I Mera (feat. Stavento) - 2011: Krata Ta Matia Sou Klista (feat. Melisses) - 2011: Kano Mia Efhi - 2011: Voltes St Asteria - 2012: La La Love - 2012: Avra (feat. Pink Noisy) - 2012: Madness (feat. tU) - 2012: Ase Me (feat. Cleopatra) - 2013: Time to Love (feat. Marsal Ventura) - 2013: Na Sou Tragoudo (mit Stavento) - 2013: Ponane Oi Agapes - 2016: Tipota De Mas Stamata | - 2016: Akou Sopa - 2017: Afto Ton Kero - 2018: Pame Ke Mi Rotas - 2018: Diko Mou (mit Stavento) - 2019: Pao (mit Konnie Metaxa) - 2020: Fotia Mou (mit Giorgos Mazonakis) - 2021: Gia Sena (mit Stavento) - 2022: Agoraki Mou - 2022: Dipla Sou - 2022: Rikse Me - 2022: Emeis (mit Stelios Rokkos) - 2023: De S’ Afino (mit Daphne Lawrence) - 2023: Sto Giatro (mit Stavento) - 2023: Ti Sou Kanei (mit Trannos) - 2024: Eipes |

## Tourneen
- 2010: Live Tour (mit Stavento)
- 2011: Live Tour (mit Melisses)
- 2012: Eurovision Promo Tour
- 2012: La La Love Tour
- 2013: Summer Tour
- 2014: Summer Tour
- 2015: Summer Tour (mit Miss Cherry)

## Filmografie
Filme
- 2010: Barbie und das Geheimnis von Oceana (Stimme der Merliah)
- 2010: Barbie – Modezauber in Paris (Stimme der Barbie)

Fernsehen
- 2009–2010: The X Factor (Griechenland)
- 2010–2011: Dancing with the Stars (Griechenland)
- 2010: MAD Video Music Awards
- 2010: Madame Figaro Awards
- 2011: MAD Video Music Awards
- 2012: A Song for Ivi Adamou
- 2012: Eurovision Song Contest
- 2012: MAD Video Music Awards
- 2012: Madame Figaro Awards
- 2013: Eurosong 2013 – a MAD Show
- 2013: MAD Video Music Awards
- 2014: MadWalk 2014
- 2014: MAD Video Music Awards
- 2015: Cyprus MadWalk 2015
- 2016: Cyprus MadWalk 2016

Theater
- 2015–2016: Giorgos Valaris & Stelios Papadopoulos – Barbarella: the 80’s Musical (Evi Pappa, Regie: Giorgos Valaris) am Pireos 131 Theater
- 2018: Tom O’Horgan – Jesus Christ Superstar (Maria Magdalena) am Akropol Theater